# Bouvron, Loire-Atlantique
Bouvron là một xã thuộc tỉnh Loire-Atlantique, trong vùng Pays de la Loire ở phía tây nước Pháp. Xã này nằm ở khu vực có độ cao trung bình 11 mét trên mực nước biển. Theo điều tra dân số năm 1999 của INSEE, xã có dân số 2575 người.
Các xã giáp ranh là: Blain, Fay-de-Bretagne, Guenrouet, Savenay, Campbon và Quilly..

## Liêt kết ngoàis
- Official web-site of the commmune Lưu trữ ngày 26 tháng 11 năm 2006 tại Wayback Machine
- Non-official web-site of the commune[liên kết hỏng]
- Bouvron on the site of the IGN, the French National Geographic Institute (maps...) Lưu trữ ngày 13 tháng 3 năm 2007 tại Wayback Machine